# Hister brahminius
Hister brahminius är en skalbaggsart som beskrevs av Lewis 1900. Hister brahminius ingår i släktet Hister och familjen stumpbaggar. Inga underarter finns listade i Catalogue of Life.